# Maria Seurinck
Maria Seurinck (Roeselare, 19 april 1940) is een Belgische voormalig politiefunctionaris.

## Levensloop
Maria Seurinck volgde de opleiding 'maatschappelijk assistente' aan de voorloper van het Instituut voor Psychosociale Opleiding.
In 1965 werd er door de nieuwe wet op de Jeugdbescherming ruimte gecreëerd voor een minder repressieve aanpak van jeugddelinquentie. De stedelijke politie had hiervoor een assistente nodig die een dienst jeugdbescherming zou oprichten. Seurinck kreeg deze job toegewezen en werd daarmee de eerste vrouwelijke politieagente binnen het korps.
In 1969 volgde ze binnen de politie een officierenopleiding en een opleiding bestuurswetenschappen. Dit resulteerde in 1979 in haar benoeming als adjunct-commissaris. Later werd ze nog bevorderd tot commissaris. 
Na haar pensionering engageerde ze zich in de lokale religieuze genootschap 'De Bremstruik' dat actief was in de kerk en het klooster van de 'paters redemptoristen' in Roeselare. In 2008 richtte ze 'De Kerit' op, een systeem van noodopvang voor mensen die op straat komen te staan.